# Kazuha Nakamura
Kazuha Nakamura znana lepiej jako Kazuha (jap. 中村 一葉, ur. 9 sierpnia 2003 w Kōchi) – japońska piosenkarka i raperka, mieszkająca w Korei Południowej. Jest członkinią południowokoreańskiej grupy Le Sserafim.

## Życiorys

### Wczesne życie i edukacja
Urodziła się 9 sierpnia 2003 roku w Kōchi w Japonii, lecz jej rodzina przeniosła się po jej narodzeniu do Osaki, gdzie spędziła większość swojego dzieciństwa. Uczy się baletu od trzeciego roku życia. Przed debiutem w Le Sserafim była profesjonalną baleriną, uczęszczała do Hashimoto Sachiyo Ballet School & Jr w Tokio, Moskiewskiej Państwowej Akademii Choreografii w Moskwie oraz Royal Ballet School w Londynie. Od 2020 roku uczęszczała do Dutch National Ballet Academy w Holandii, gdzie została zauważona przez szefa Source Music i zrekrutowana jako stażystka pod koniec 2021 roku.

### 2022-obecnie: Debiut z LE SSERAFIM
8 kwietnia 2022 została ujawniona jako piąta członkini zespołu Le Sserafim. Zespół zadebiutował 2 maja 2022 z minialbumem Fearless.

## Dyskografia

### Autorstwo piosenek
Wszystkie informacje o autorstwie piosenek pochodzą z bazy danych Korea Music Copyright Association, chyba że zaznaczono inaczej.
| Rok  | Utwór                                        | Album      | Artysta     | Tekst piosenki | Kompozycja |
| ---- | -------------------------------------------- | ---------- | ----------- | -------------- | ---------- |
| 2023 | „Fearnot (Between You, Me and the Lamppost)” | Unforgiven | Le Sserafim | Tak            | Tak        |